# Nearchinotodelphys indicus
Nearchinotodelphys indicus is een eenoogkreeftjessoort uit de familie van de Mantridae. De wetenschappelijke naam van de soort is voor het eerst geldig gepubliceerd in 1961 door Ummerkutty.